# Patricia Canningová Toddová
Mary Patricia Canningová Toddová (rodným jménem Canningová, provdána Toddová roku 1941; 22. července 1922 San Francisco – 5. září 2015 Encinitas) byla americká tenistka. V roce 1947 vyhrála dvouhru na Roland Garros. V roce 1948 mohla titul obhájit, ale vyvolala skandál, když odmítla semifinále hrát na vedlejším kurtu, kde nebyl dostatek čárových rozhodčí. Byla z turnaje vyloučena a zařekla se, že do Paříže už nepojede. Ale roku 1950 se tam přeci jen vrátila a hrála znovu finále, tentokrát neúspěšně, když byla poražena Doris Hartovou, která ji tak oplatila finálovou porážku z roku 1947. 
V roce 1947 si připsala i triumf ve čtyřhře ve Wimbledonu, Doris Hartová byla tentokráte její partnerkou. Spolu pak rok poté ovládli čtyřhru i na French Championships. Pětkrát se Canningová Toddová probojovala do finále US Championships, ale vždy odešla poražena (1943, 1947, 1948, 1949, 1951). To, že se jí nejvíce daří na pařížské antuce, potvrdila i ve čtyřhře smíšené, vyhrála mix na French Open roku 1948, a to v páru s československým tenistou Jaroslavem Drobným. V Paříži hrála mixové finále i roku 1950. Hrála v mixu též finále na US Open (1942) a v All England Clubu (1950). Na australský grandslam nejezdila. 
Po většinu své tenisové kariéry byla matkou, což byla ve 40. a 50. letech dvacátého století vzácnost. Osm let se držela v první světové desítce.